# 黄仲豪
黄仲豪，印尼华人，中华会（Chung Hwa Hui，1928年成立）主席，“印尼糖王”黄仲涵之子，建源公司继承者。1945年，他被任命为印尼独立准备调查会成员。他于1950年去世。